# Cinetata
Cinetata gradata és una espècie d'aranya araneomorfa de la subfamília Erigoninae, dins de la família Linyphiidae.
Fou descrit per primera vegada per J. Wunderlich l'any 1995
És l'únic membre del gènere monotípic Cinetata.

## Distribució
És un endemisme de Geòrgia.